# Applied Linguistics
Applied Linguistics est une revue universitaire dans le domaine de la linguistique appliquée, établie en 1980 et publiée par Oxford University Press. Actuellement il paraît six fois par an. Les rédacteurs en chef actuels sont Christina Higgins (Université de Hawaii à Mānoa) et Anna Mauranen (Université de Helsinki).
Selon Journal Citation Reports, le facteur d'impact de 2016 était de 3,593 en 2016, ce qui le classait au 1er rang des 182 revues de la catégorie "Linguistique".

## But et portée
La revue publie à la fois des articles et des articles conceptuels sur tous les aspects de la linguistique appliquée, tels que la lexicographie, la linguistique de corpus, le multilinguisme, l'analyse de discours et l'éducation aux langues, dans le but de favoriser la discussion entre chercheurs de différents domaines.

## Résumé et indexation
Le journal Applied Linguistics est résumé et indexé par: 
- Linguistic Bibliography/Bibliographie Linguistique
- British Education Index
- Current Contents
- Education Research Abstracts
- Educational Management Abstracts
- International Bibliography of the Social Sciences
- Journal Citation Reports/Social Sciences Edition
- Linguistics & Language Behavior Abstracts
- Periodicals Index Online
- ProQuest
- PsychLIT
- Scopus
- Social Sciences Citation Index
- Studies on Women and Gender Abstracts
- The Standard Periodical Directory